# Zapotec Totems
Die Zapotec Totems sind ein semi-professioneller mexikanischer Eishockeyclub aus Mexiko-Stadt, der 2010 gegründet wurde und in der Liga Mexicana Élite spielt.

## Geschichte
Der Verein nahm zur Saison 2010/11 als Gründungsmitglied den Spielbetrieb in der erstmals ausgetragenen Liga Mexicana Élite auf. In ihrer Premierenspielzeit belegte die Mannschaft den vierten und somit letzten Platz der Hauptrunde, wodurch sie die Playoffs verpasste. 
Der Teamname und das Vereinslogo sind an die Kultur der Zapoteken angelehnt. 